# Alicia DeShasier
Alicia DeShasier (* 15. April 1984) ist eine US-amerikanische Speerwerferin.
2010 und 2011 wurde sie Dritte bei den US-Meisterschaften. Bei den Panamerikanischen Spielen 2011 in Guadalajara siegte sie mit ihrer persönlichen Bestweite von 58,01 m.
Alicia DeShasier graduierte an der Southern Illinois University Edwardsville im Fach Bauingenieurwesen.